# 格奥尔基·穆雷桑
格奥尔基·穆雷桑（羅馬尼亞語：Gheorghe Mureșan，1971年2月14日—），罗马尼亚前职业篮球运动员，曾在美国NBA联盟打球。他在1993年的NBA选秀中第2轮第30顺位被华盛顿子弹选中，和马努特·波尔並列NBA歷史曾經出場過的球員中最高7呎7吋（2.31米）的球員。穆瑞森患有巨人症。在被子彈隊選中後接受了來自球隊的支援進行治療。
NBA生涯共有七年，其中一年因傷報銷、僅有六年有出賽紀錄。從生涯第二個賽季開始獲得華盛頓子彈重用，三年內僅有19場不作為先發出場。曾經在新秀賽季和另一名7呎7吋巨人马努特·波尔同隊過一段時間。
穆瑞森是一名腳步細膩的球員、同時有著一定水準的活動力，一定程度填補了巨人症所帶來的體能問題。效力子彈隊時能夠穩定出賽、並有三個賽季場均達到10分6籃板1阻攻的成績，其中更有一個賽季達到14.5分9.6籃板2.3阻攻。儘管場均數據不是特別出色，但生涯也曾交出過三次30+得分、一次20+籃板、三次9阻攻的單場成績。
在1997年賽季後，傳出身體劇痛極度不適的消息，最後1997-98賽季報銷。一說為因巨大的身體無法負荷一般NBA球員的活動量卻持續過載而終於反應到日常中。
在報銷一個賽季後，子彈隊將穆瑞森揮棄。
1998-99賽季和紐澤西籃網（現布魯克林籃網前身）簽約並嘗試復出，僅僅出賽一場。
1999-00賽季出賽30場比賽，上場時間銳減至8.9分鐘，留下3.5分、2.3籃板的成績後選擇從NBA退休。
2000-01賽季回到先前曾經在法國聯賽效力過的波城，打了一個賽季後正式結束籃球生涯。
退役後偶爾會出席節目、講評和協助年輕球員發展。
曾經在出演電影〈我的巨人(My Giant) 〉(1998年)。電影在1998年上映，穆瑞森飾演劇中雙主角之一的「巨人」馬克西穆斯˙桑法瑞斯科。